# Capriate San Gervasio
Capriate San Gervasio är en stad och en kommun i provinsen Bergamo i regionen Lombardiet i Italien. Kommunen hade 8 158 invånare (2018) och gränsar till kommunerna Bottanuco, Brembate, Canonica d'Adda, Filago, Trezzo sull'Adda och Vaprio d'Adda.
I stadens närhet ligger världsarvslistade Crespi d'Adda.